# Aubéguimont
 Aubéguimont  es una comuna y población de Francia, en la región de Alta Normandía, departamento de Sena Marítimo, en el distrito de Dieppe y cantón de Aumale. Está integrada en la Communauté de communes du Canton d'Aumale.

## Demografía
| 222 | 208 | 172 | 160 | 167 | 176 |
| Para los censos de 1962 a 1999 la población legal corresponde a la población sin duplicidades (Fuente: INSEE [Consultar]) |     |     |     |     |     |